# Feuerwehr Flensburg
Die Feuerwehr Flensburg besteht aus einer Berufsfeuerwehr und sechs Freiwillige Feuerwehren. Sie ist zuständig für Brandschutz, Technische Hilfeleistungen und einen großen Teil des Rettungsdienstes in Flensburg. Grundlage hierfür sind das Brandschutzgesetz und das Rettungsdienstgesetz.

## Berufsfeuerwehr
Die Berufsfeuerwehr wurde im Jahr 1904 aufgestellt und im ehemaligen Offizierskasinos im Regierungshof untergebracht. Mitte Februar 1954 bekam sie ihr neues Feuerwachgebäude am Munketoft 16 im Stadtteil Südstadt.
Sie stellt heutzutage eine ganztägig besetzte Feuer- und Rettungswache. Die Berufsfeuerwehr stellt gleichzeitig eine Außenstelle des Flensburger Rathauses dar. In der Berufsfeuerwehr war bis Ende 2009 noch die Leitstelle Florian Flensburg untergebracht, diese wurde inzwischen durch die Regionalleitstelle Nord in Harrislee ersetzt. Im Rettungsdienst sind Berufsfeuerwehr und die eigenständige Firma Falck gleichberechtigte Partner. Falck hat ihren Sitz in der Rettungswache Ost im Stadtteil Mürwik. Der Rettungsdienst der Berufsfeuerwehr ist in der Feuerwache nahe am Bahnhof und am Rande des Stadtteils Südstadt, stationiert. Allerdings startet der Notarzt vom St. Franziskus-Hospital im Stadtbezirk Duburg zu den Einsätzen. Seit Juli 2015 gibt es eine dritte Rettungswache an der Bundesstraße 200 um eine bessere Abdeckung der westlichen Gebiete sicherzustellen.
Der Zuständigkeitsbereich des Rettungsdienstes umfasst aufgrund vertraglicher Vereinbarungen auch einen Teil des Kreises Schleswig-Flensburg und der dänischen Kirchspielsgemeinde Bov.
Im Jahr 2016 fuhr die Berufsfeuerwehr insgesamt 28.913 Einsätze im Bereich Rettungsdienst. Davon waren 14.454 Notfalleinsätze mit einem MZF sowie 2.929 mit NEF und 11.435 Krankenbeförderungen. 95 Einsätze wurden in Dänemark gefahren.
Im Jahr 2017 liefen die Planungen für einen Neubau der Berufsfeuerwehr am Standort des alten Hallenbades. Neben der Berufsfeuerwehr sollen dann die Freiwillige Feuerwehr Jürgensby und der Stadtfeuerwehrverband Flensburg auf dem in der alten Feuerwache untergebracht werden. Bisher residiert der Stadtfeuerwehrverband in der alten Amtsleitervilla auf dem Gelände.

## Freiwillige Feuerwehr
In den Freiwilligen Feuerwehren der Stadtteile Klues, Innenstadt, Tarup, Engelsby, Jürgensby und Weiche, sind zurzeit 200 Aktive tätig.
Die Wehren sind größtenteils historisch gewachsen und teilweise erst spät eingemeindet worden. Sie werden über digitale Funkmeldeempfänger zusammen mit der Berufsfeuerwehr alarmiert. In Flensburg ist die reguläre Bereitschaftszeit der Freiwilligen Feuerwehren werktags von 18 Uhr bis 6 Uhr und ab Freitag 18 Uhr bis Montag 6 Uhr. Alarmierungen am Tage finden nur bei höheren Alarmstufen und Sonderlagen statt. Die Feuerwehren Engelsby, Klues und Weiche werden jedoch auch tagsüber wegen ihrer geographischen Lage (sogenannte weiße Flecken) mit zum Löschzug alarmiert. Jede Ortswehr verfügt über Gerätschaften für die Brandbekämpfung und leichte Technische Hilfeleistung in Form eines Löschfahrzeuges und eines Gerätewagen Logistik auf Transporterbasis. Darüber hinaus nimmt jede Wehr eine Sonderaufgabe war. Außerdem steht jeder Feuerwehr ein Mannschaftstransportfahrzeug für Zwecke der Jugendfeuerwehren und der Einsatzabteilungen zur Verfügung.

### Sonderaufgaben der Ortswehren
- Engelsby – Erweiterte Technische Hilfe mit Rüstwagen 1 und Dekontamination von Personen im Löschzug Gefahrgut
- Innenstadt –  Erweiterte Technische Hilfe mit Rüstwagen 1
- Jürgensby – Spüren und Messen, CSA-Träger im Löschzug Gefahrgut
- Klues – Stromerzeugung mit Anhänger und Mitarbeit in der Technische Einsatzleitung
- Tarup – Mehrere Tauchpumpen und Mitarbeit in der Technische Einsatzleitung
- Weiche – Wasserversorgung über lange Wegstrecke mit SW 2000 (Schlauchwagen) und Hochleistungspumpe HLP 50 mit maximaler Fördermenge 5000 l/min. Einsatzgebiet u. a. für Hochwasser.

### Jugendfeuerwehr
Die Freiwilligen Feuerwehren haben je eine eigene Jugendfeuerwehr. In den sechs Jugendfeuerwehren Flensburgs sind etwa 120 Jugendfeuerwehrleute tätig, die auf spielerische Weise die Arbeit der Feuerwehr kennenlernen.
Die Jugendfeuerwehr stellt einen großen Teil des Nachwuchses für die Einsatzabteilungen.